# Arasanz
Arasanz ist ein spanischer Ort in den Pyrenäen in der Provinz Huesca der Autonomen Gemeinschaft Aragonien. Arasanz gehört zur Gemeinde La Fueva. Der Ort hat seit Jahren keine Einwohner mehr.
Der Ort liegt östlich der Embalse de Mediano.

## Weblinks

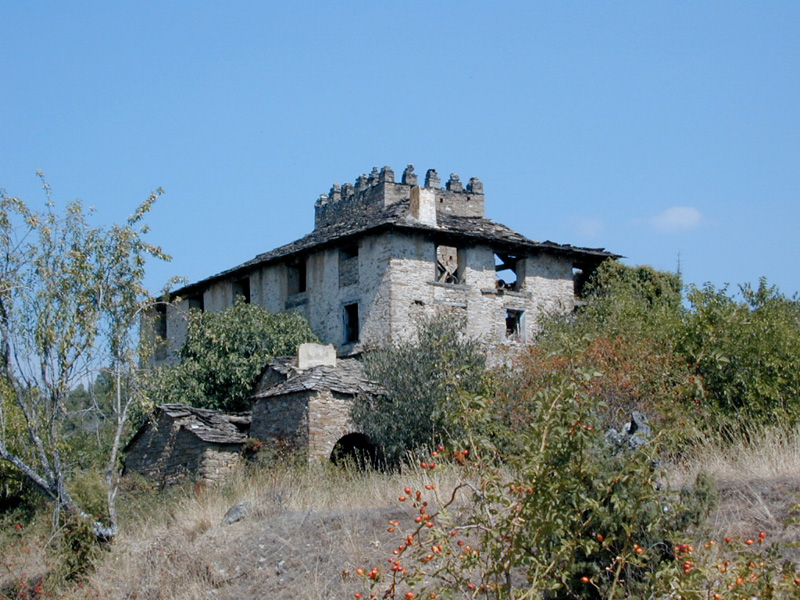
Casa Morillo

## Baudenkmäler
- Casa Morillo, erbaut im 16. Jahrhundert (Bien de Interés Cultural)
- Kirche San Martín, erbaut im 16. Jahrhundert (Bien de Interés Cultural)